# The Soviettes
I The Soviettes sono stati un gruppo pop punk di Minneapolis, formatosi nel 2001. Il gruppo era composto da Annie (chitarra), Sturgeon (chitarra), Susy (basso) e Danny (batteria), che si alternavano alla voce.

## Storia
Il gruppo si formò a Minneapolis nell'inverno 2001 e pubblicò il suo primo EP, T.C.C.P. in quello stesso anno. Poco dopo Soon Annie trovò Danny Henry come batterista in pianta stabile.
Nel 2003, i Soviettes pubblicarono il loro primo LP intitolato LP su Adeline Records.
Nel 2004 la band pubblicò il secondo album, LP II, ancora su Adeline Records. In seguito la band fu notata dalla Fat Wreck Chords, con cui firmò nel 2004. Il gruppo registrò il brano Paranoia! Cha-Cha-Cha per la raccolta Rock Against Bush, Vol. 1.
Il 28 giugno 2005 il gruppo pubblicò il suo terzo album LP III su Fat Wreck Chords.

## Formazione
- Annie - voce, chitarra
- Sturgeon - voce, chitarra
- Susy - voce, basso
- Danny - voce, batteria

## Discografia

### Album in studio
- 2003 - LP
- 2004 - LP II
- 2005 - LP III

### EP/singoli
- 2002 - T.C.C.P.
- 2004 - Alright
- 2005 - Roller Girls

### Split
- 2002 - The Soviettes/Valentines EP
- 2003 - The Havenot's/The Soviettes